# پوسانیاس از اسپارت

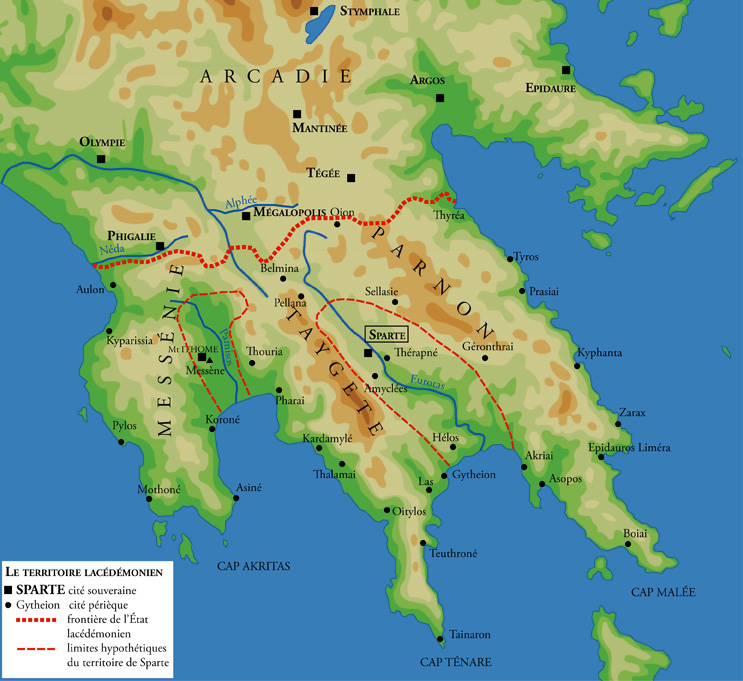
اسپارت در یونان باستان

پوسانیاس (به یونانی : Παυσανίας) پادشاه اسپارت از سلسله‌ی آگایاد بود. او پسر پلیستواناکس بود. وی یک بار از سال ۴۴۵ قبل از میلاد تا ۴۲۶ قبل از میلاد و باری دیگر از ۴۰۸ قبل از میلاد تا ۳۹۵ قبل از میلاد مسند رهبری اسپارت را برعهده داشت.